# Maailmanpylväs
Le pilier du monde (finnois : Maailmanpylväs) est une tour d'habitation du quartier de Halssila à Jyväskylä en Finlande.

## Présentation

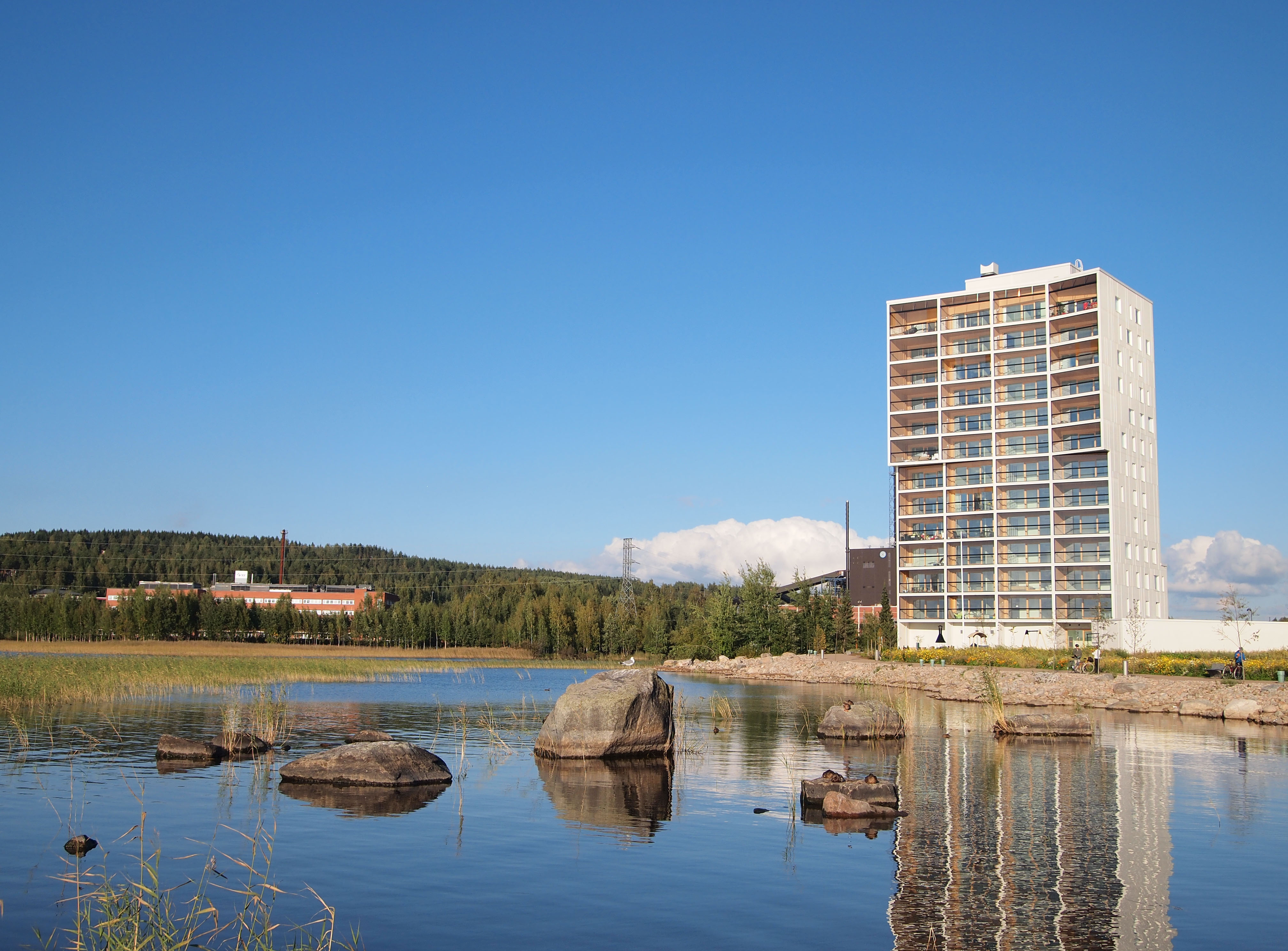
La tour au bord du Jyväsjärvi.

La tour de 44 mètres de haut est conçue par JKMM Architectes et construite en 2014 par YIT.
Elle comprend 52 appartements sur 13 niveaux,.